# XXXXVII Corpo de Exército (Alemanha)
O XXXXVII Corpo de Exército (em alemão:XXXXVII. Armeekorps) foi um Corpo de Exército alemão que operou durante a Segunda Guerra Mundial.

## Comandantes
| Comandante                                 | Data                                         |
| ------------------------------------------ | -------------------------------------------- |
| General der Panzertruppen Joachim Lemelsen | 25 de novembro de 1940 - 20 de junho de 1942 |

## Área de operações
| Alemanha | novembro de 1940 - maio de 1941 |
| Polônia  | maio de 1941 - junho de 1941    |